# Whitehall (hrabstwo Washington)
Whitehall – wieś w Stanach Zjednoczonych, w stanie Nowy Jork, w hrabstwie Washington.